# Australia/New Zealand Cup w biegach narciarskich 2018
Sezon 2018 Australia/New Zealand Cup rozpoczął się 21 lipca w australijskim Perisher Valley, a zakończy 6 września, w nowozelandzkim Snow Farm.
Obrońcami tytułu wśród kobiet i mężczyzn są reprezentanci Australii Barbara Jezeršek i Philip Bellingham.

## Kalendarz i wyniki

### Kobiety
| Lp | Data             | Miejscowość     | Dystans                            | 1. miejsce       | 2. miejsce        | 3. miejsce        |
| -- | ---------------- | --------------- | ---------------------------------- | ---------------- | ----------------- | ----------------- |
| 1. | 21 lipca 2018    | Perisher Valley | Sprint s. klasycznym               | Chelsea Moore    | Katerina Paul     | Darcie Morton     |
| 2. | 22 lipca 2018    | Perisher Valley | 10 km s. dowolnym                  | Barbara Jezeršek | Ella Jackson      | Phoebe Cridland   |
| 3. | 18 sierpnia 2018 | Falls Creek     | Sprint s. dowolnym                 | Emily Champion   | Casey Wright      | Ella Jackson      |
| 4. | 19 sierpnia 2018 | Falls Creek     | 5 km s. klasycznym                 | Casey Wright     | Iris Pessey       | Katerina Paul     |
| 5. | 4 września 2018  | Snow Farm       | 5 km s. dowolnym                   | Jessica Diggins  | Sophie Caldwell   | Caitlin Patterson |
| 6. | 5 września 2018  | Snow Farm       | Sprint s. dowolnym                 | Sophie Caldwell  | Ida Sargent       | Kelsey Phinney    |
| 7. | 6 września 2018  | Snow Farm       | 10 km s. klasycznym (start masowy) | Jessica Diggins  | Caitlin Patterson | Ida Sargent       |

### Mężczyźni
| Lp | Data             | Miejscowość     | Dystans                            | 1. miejsce        | 2. miejsce       | 3. miejsce          |
| -- | ---------------- | --------------- | ---------------------------------- | ----------------- | ---------------- | ------------------- |
| 1. | 21 lipca 2018    | Perisher Valley | Sprint s. klasycznym               | Philip Bellingham | Callum Watson    | Seve de Campo       |
| 2. | 22 lipca 2018    | Perisher Valley | 15 km s. dowolnym                  | Callum Watson     | Valerio Leccardi | Philip Bellingham   |
| 3. | 18 sierpnia 2018 | Falls Creek     | Sprint s. dowolnym                 | Ole Jacob Forsmo  | Callum Watson    | Liam Burton         |
| 4. | 19 sierpnia 2018 | Falls Creek     | 10 km s. klasycznym                | Philip Bellingham | Mark Pollock     | Seve de Campo       |
| 5. | 4 września 2018  | Snow Farm       | 10 km s. dowolnym                  | Kyle Bratrud      | Kaichi Naruse    | Benjamin Lustgarten |
| 6. | 5 września 2018  | Snow Farm       | Sprint s. dowolnym                 | Kevin Bolger      | Benjamin Saxton  | Tomoki Sato         |
| 7. | 6 września 2018  | Snow Farm       | 15 km s. klasycznym (start masowy) | Benjamin Saxton   | Adam Martin      | Benjamin Lustgarten |

## Klasyfikacje
| Lp. | Zawodniczka       | Punkty |
| --- | ----------------- | ------ |
| 1.  | Katerina Paul     | 305    |
| 2.  | Casey Wright      | 240    |
| 3.  | Emily Champion    | 226    |
| 3.  | Ella Jackson      | 226    |
| 5.  | Jessica Diggins   | 200    |
| 5.  | Barbara Jezeršek  | 200    |
| 7.  | Ida Sargent       | 190    |
| 7.  | Sarah Slattery    | 190    |
| 9.  | Caitlin Patterson | 185    |
| 10. | Sophie Caldwell   | 180    |
| 11. | Iris Pessey       | 160    |
| 12. | Rosy Fordham      | 149    |
| 13. | Tuva Bygrave      | 145    |
| 13. | Kelsey Phinney    | 145    |
| 15. | Chelsea Moore     | 140    |

| Lp. | Zawodnik            | Punkty |
| --- | ------------------- | ------ |
| 1.  | Philip Bellingham   | 380    |
| 2.  | Callum Watson       | 370    |
| 3.  | Mark Pollock        | 270    |
| 4.  | Seve de Campo       | 241    |
| 5.  | Liam Burton         | 240    |
| 6.  | Ole Jacob Forsmo    | 186    |
| 7.  | Kyle Bratrud        | 185    |
| 8.  | Valerio Leccardi    | 180    |
| 8.  | Adam Martin         | 180    |
| 10. | Kaichi Naruse       | 175    |
| 11. | Benjamin Lustgarten | 170    |
| 12. | Adam Martin         | 166    |
| 13. | Tomoki Sato         | 134    |
| 14. | Kevin Bolger        | 132    |
| 15. | Nicholas Blackwell  | 123    |